# Рамарія пряма
Рамарія пряма (Ramaria stricta) — вид базидієвих грибів родини гомфових (Gomphaceae).

## Таксономія та номенклатура
Вид описаний у 1795 році нідерландським ботаніком Христіаном Гендріком Персоном під назвою Clavaria stricta. У 1838 році шведський ботанік Еліас Магнус Фріс описав вид під назвою Clavaria condensata у своїй книзі «Epicrisis Systematis Mycologici seu Synopsis Hymenomycetum». І хоча назва, що запропонована Персоном є пріоритетною, варіант Фріса інколи використовувався в ранній літературі. У 1888 році французький міколог Люсьєн Келе переніс вид до роду Ramaria. Різними авторами вид відносився до родин гомфових (Gomphaceae), Clavariaceae, рамарієвих (Ramariaceae) або лисичкових (Cantharellaceae).
Деякі наукові синоніми:
- Clavaria stricta Pers. (1795)
- Clavaria syringarum Pers. (1822)
- Merisma strictum (Pers.) Spreng. (1827)
- Clavaria condensata Fr. 1838
- Clavaria pruinella Ces. (1861)
- Clavariella stricta (Pers.) P.Karst. (1882)
- Clavariella condensata (Fr.) P.Karst. 1882
- Corallium stricta (Pers.) G.Hahn (1883)
- Ramaria condensata (Fr.) Quél. 1888
- Clavaria kewensis Massee 1896
- Lachnocladium odoratum G.F.Atk. (1908)
- Ramaria stricta var. condensata (Fr.) Nannf. & L. Holm 1985

## Назва
Видова назва R. stricta, що перекладається з латинської мови як «щільний», вказує на щільне розташування відгалужень гриба. Англійська назва strict-branch coral та польська назва Koralówka sztywna походять від коралоподібної форми гриба.

## Поширення та середовище існування

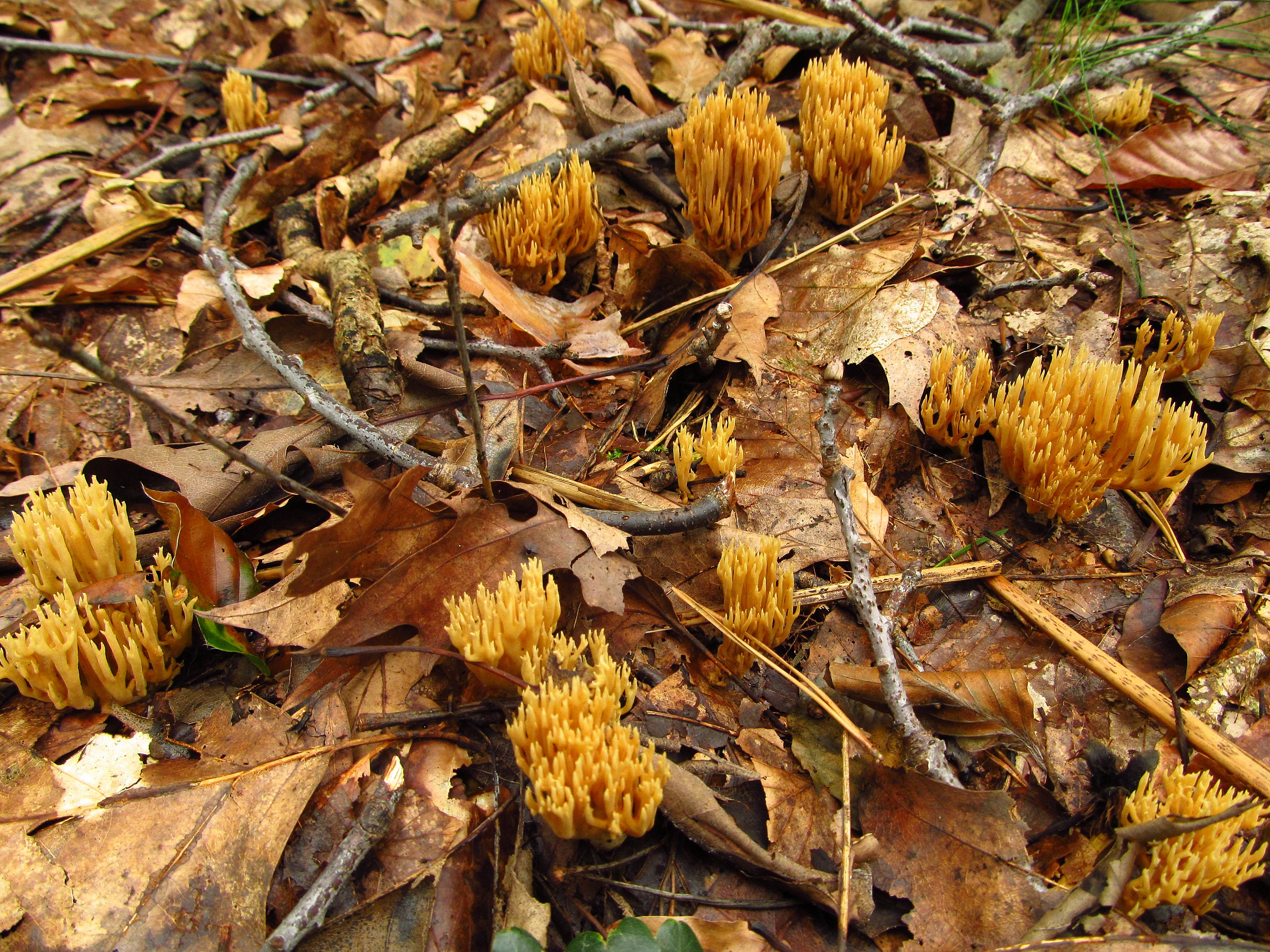
Рамарія пряма у природному середовищі. Фото 2011 року.

Рамарія пряма — космополіт, тобто розповсюджений на всіх материках, крім Антарктиди. Є досить поширеним видом, переважно в помірному та субтропічному поясі. В Україні трапляється на Правобережному Поліссі, в Правобережному Лісостепу, в Розтоцько-Опільських лісах. В Україні плодові тіла спостерігаються у серпня та вересні в хвойних, листяних та змішаних лісах. Росте на мертвій деревині, пнях, стовбурах та гілках як листяних, так і хвойних дерев. Також може рости на коренях відмерлих дерев, від чого створюється враження, ніби гриб росте на лісовій підстилці.

## Опис

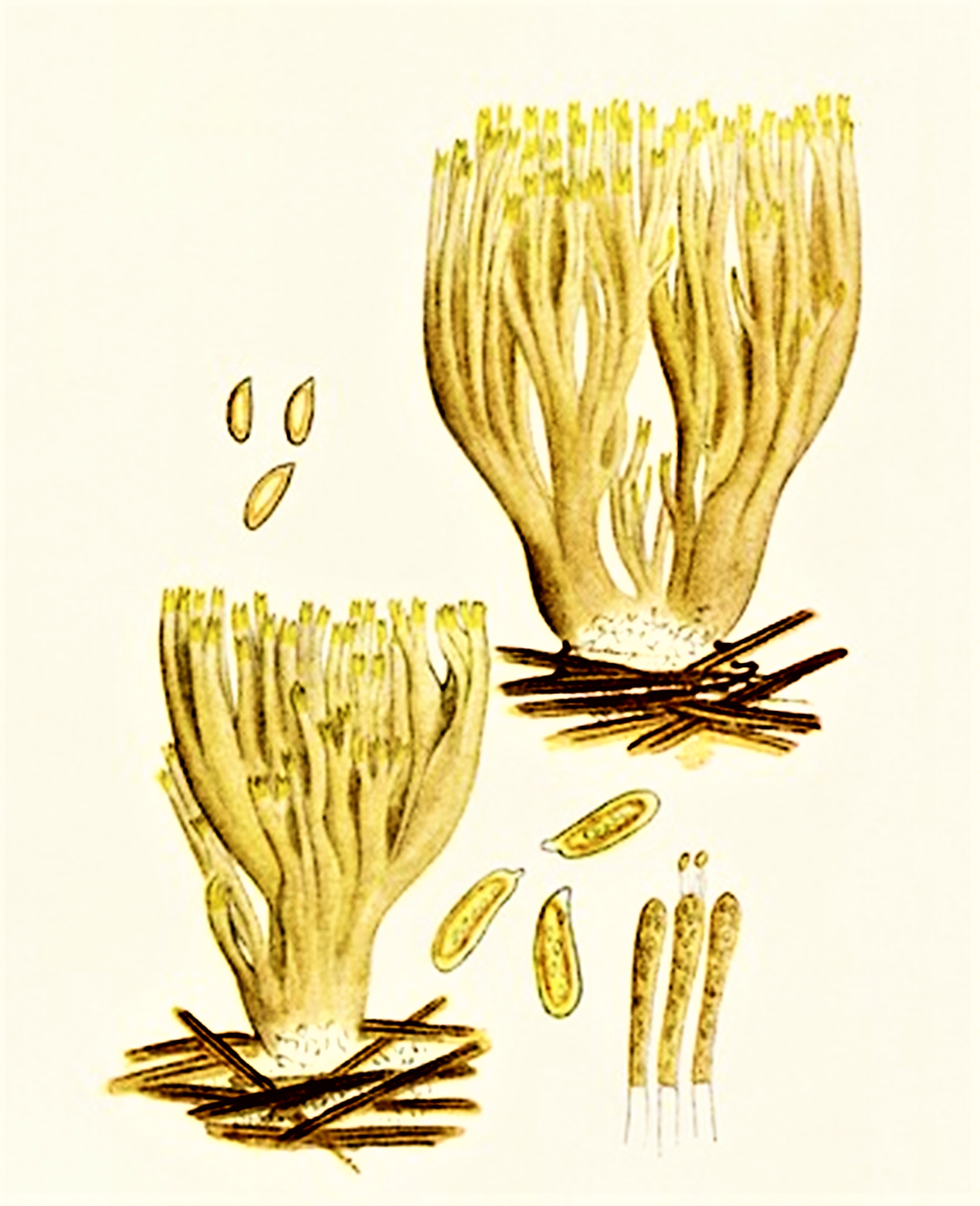
Ілюстрація Джакомо Брезадоли до «Iconographia Mycologica»

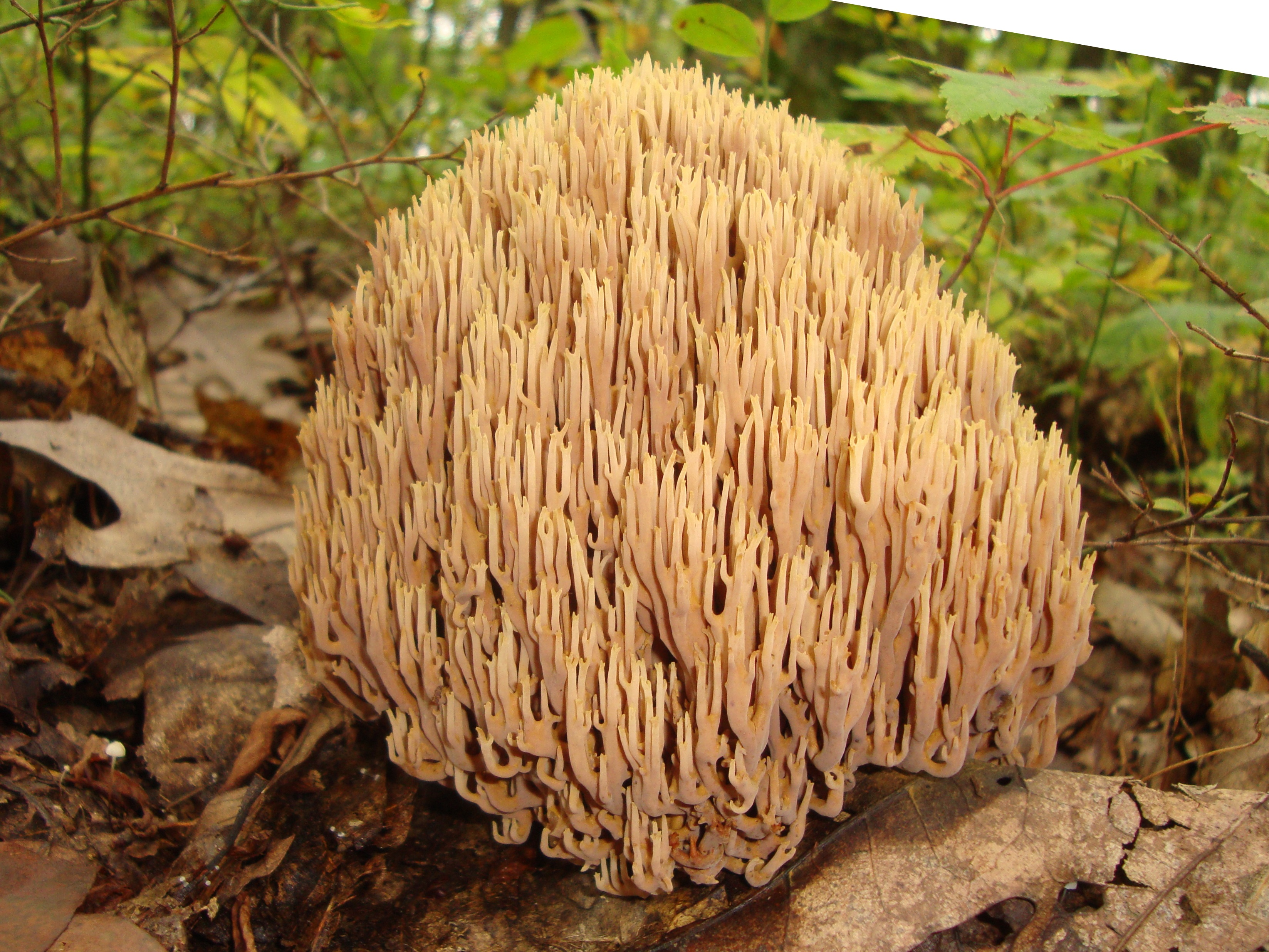
Плодове тіло рамарії прямої

Описано чотири різновиди рамарії прямої:
- var. alba (номінальний різновид);
- var. concolor (розгалуження та стовбур однакового забарвлення);
- var. fumida (відрізняється від інших різновидів сіруватим забарвленням);
- var. violaceo-tincta (відрізняється фіолетовим забарвленням).

Нижче наведено опис для номінального різновиду Ramaria stricta var. alba.
Кущоподібні плодові тіла сильно розгалужені, спершу світло-жовті, згодом стають вохряними або червонувато-коричневими зі світлими гострими кінчиками. При підсиханні кінчики темніють. На місці ушкодження або вдавлення м'якоті колір стає бордово-червоним. Відгалуження чисельні, вертикальні, розташовані майже паралельно. Плодові тіла сягають заввишки 4 — 10 см, завширшки 3 — 8 см. Ніжка заввишки 1 — 6 см, діаметром 0,3 — 1 см, світло-жовтого кольору.
Міцелій білий. Міцеліальні тяжі, що розташовуються поблизу основи ніжки схожі на тонкі нитки.
Спори овальні, вохряного забарвлення, розміром 6-11 х 3,5-5 мкм.
М'якоть щільна, м'яка, білувата, гіркувата на смак, з приємним запахом анісу. Під дією гідроксиду калію м'якоть забарвлюється в коричневий колір.

## Схожі види
Навіть у фахівців виникають проблеми з ідентифікацією рамарії прямої (Ramaria stricta) серед інших видів свого роду. Більшість видів рамарії можна відрізнити лише вивчивши під мікроскопом спори та реакцією KOH на м'якоть. Неїстівні види завжди мають неприємний смак. Рамарію пряму легко сплутати з їстівними видами Ramaria aurantiosiccescens, Ramaria aurea, Ramaria botrytis, Ramaria flava, Ramaria largentii, Ramaria obtusissima, Ramaria ochroclora; неїстівними Ramaria abietina, Ramaria eumorpha, Ramaria fennica, Ramaria gracilis, Ramaria testaceoflava; отруйними Ramaria flavescens, Ramaria formosa та Ramaria pallida.

## Практичне значення
В Європі вид відносять до категорії неїстівних грибів через його неприємний гіркий смак. Проте, деякі джерела[які?] стверджують, що вид є їстівним. Принаймні, у їжу його споживають в Китаї, Мадагаскарі та Мексиці. Від гіркоти позбавляються шляхом тривалого вимочування в холодній воді (протягом 10-12 год) з наступною термічною обробкою або засоленням. Тривалість попереднього відварювання перед приготуванням — від 1 години. При тривалому відварюванні м'якоть за текстурою стає гумоподібною. Гриб не отруйний, тому його можна скуштувати сирим для ідентифікації.